# Concile de Borouméda
Le concile de Borouméda est organisé en 1878, à l'initiative du Negusse Negest Yohannes IV. Il voit l'affrontement de trois doctrines : 
- la doctrine «Qarra Haymanot»[1], plus généralement appelée «Tewahedo», selon laquelle, il ne faut pas diviser la nature humaine et la nature divine du Christ[1] (une nature du Père et une de la Sainte Vierge)
- la doctrine «Sost Lidat»[1], de Debre Lebanos[2] qui soutient que le Christ est né du Père, de l'opération du Saint-Esprit et après neuf mois de la Vierge Marie[2].
- la doctrine « Qebat » (« onction »), qui repose essentiellement sur l'onction du Christ et non sur l'incarnation du Fils.

Le débat est également politique puisque Yohannes IV, partisan de la doctrine Tewahedo, se trouve en opposition directe avec Ménélik II, alors Negus du Shewa qui soutient la Sost Lidat. Le Negusse Negest, alors en quête d'unité nationale et religieuse, exerce de fortes pressions sur les opposants - des prêtres shewans sont intimidés et même expulsés de la salle. La conférence prend fin avec l'adoption de la doctrine Tewahedo, empêchant la scission de l'Église éthiopienne orthodoxe.